# Francesco del Brina
Francesco del Brina (auch bekannt als Francesco Brini) (* um 1540; † 1586 in Florenz) war ein italienischer Maler des Manierismus.
Seine Werke entsprechen der konservativen Tradition der florentinischen Schule, die als Erbe des Ridolfo Ghirlandaio reflektiert wird. Er spezialisierte sich auf die Herstellung von Andachtsmotiven, im Laufe der Zeit begann er, kleine Innovationen im Stil einzuführen, die einen Hinweis auf Gemälde des Andrea del Sarto geben. Giorgio Vasari beschrieb ihn als  Maler im Jahre 1568.

## Werke
Einige seiner Werke befinden sich in der Kirche Santa Felicita in Florenz.

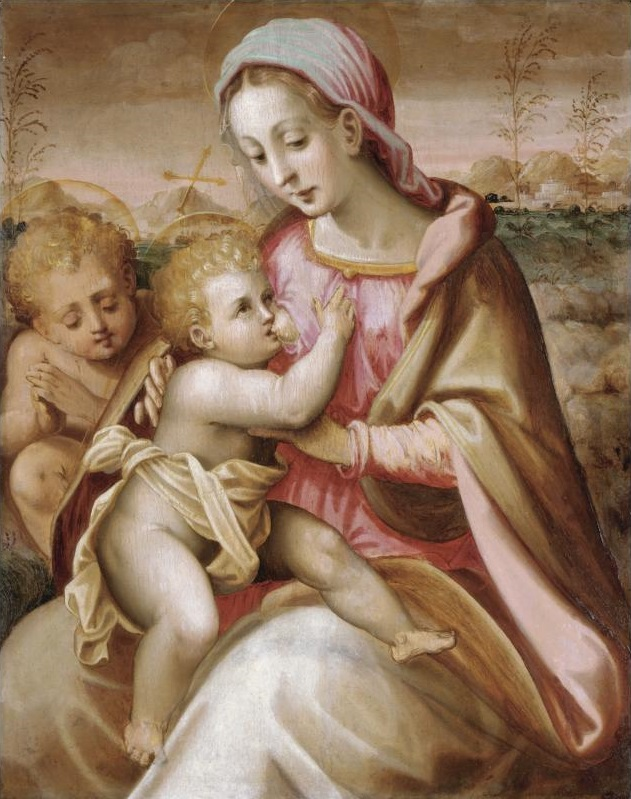
Madonna mit Kind
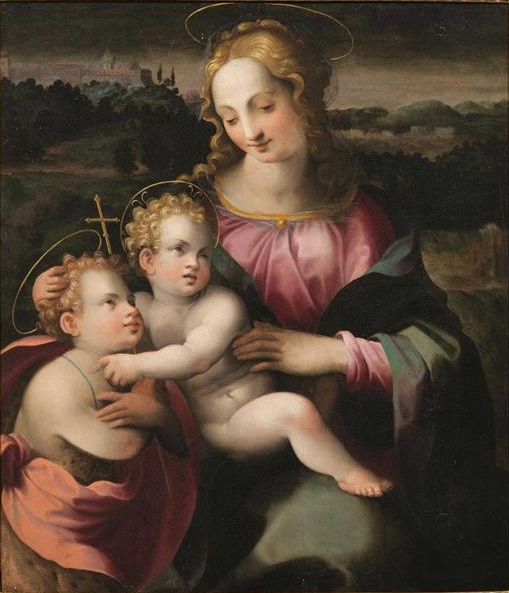
Madonna mit Kind und Johannesknaben
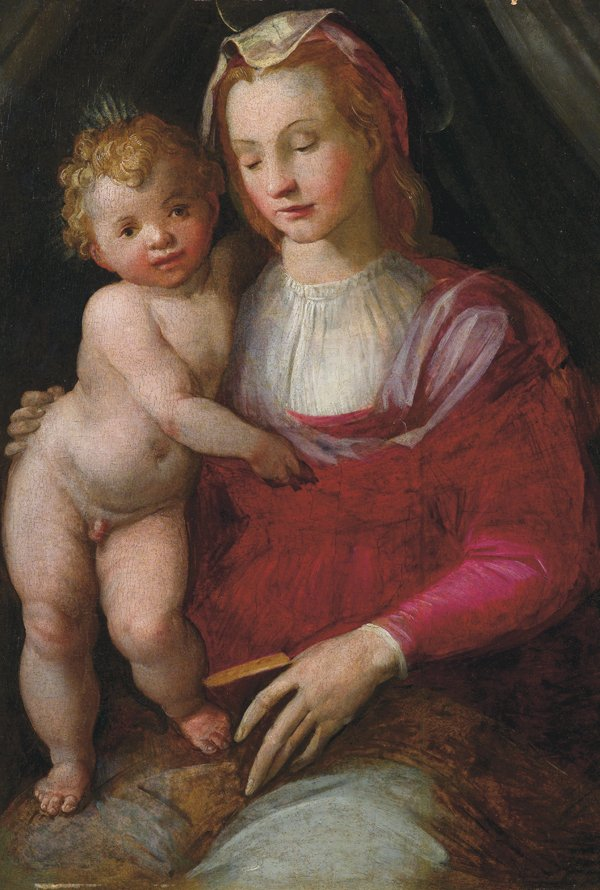
Madonna mit Kind